# Taraperla ancilis
Taraperla ancilis is een steenvlieg uit de familie Gripopterygidae. De wetenschappelijke naam van de soort is voor het eerst geldig gepubliceerd in 1995 door Harding & Chadderton.